# Tragedija u Steglitzu
Pod tragedijom u Steglitzu ili učeničkom tragedijom u Steglitzu kako glasi doslovan prijevod s njemačkog jezika (Steglitzer Schülertragödie), smatra se incident koji se dogodio 28. lipnja 1927. u gradiću Steglitzu, današnjem berlinskom predgrađu. Dvojica su srednjoškolaca, Paul Krantz i Günther Scheller, pod snažnim utjecajem alkohola osnovali Klub samoubojica u ljetnikovcu Schellerovih roditelja u Mahlowu. Misao vodilja osnivanja njihova kluba bila je filozofija da je čovjek istinski sretan u ljubavi samo jednom u životu, nakon čega biva kažnjavan za taj istinski trenutak sreće gorkim sjećanjem na njega.  
Kako su obojica smatrali sreću esencijom života, odlučili su da će počiniti samoubojstvo kada ona nestane, pritom ubivši i one osobe koje su zaslužne za njihovu nesreću u ljubavi. 
Scheller je trebao ubiti svoga prijatelja Hansa Stephana; a Krantz Günterovu sestru Hildegard, nakon čega su trebala uslijediti njihova samoubojstva. Razlog je bio s jedne strane intiman odnos Hildegard Scheller koja je bila u ljubavnom trokutu s Paulom Krantzom te Hansom Stephanom, a s druge strane, nesretna ljubav Günthera Schellersa i Hansa Stephana. Kasnije je osamnaestogodišnji Günther Scheller izvršio svoj dio dogovora i u berlinskom stanu svojih roditelja ubio Hansa Stephana, a potom i sebe hicem u glavu, sve to pred očima Krantza. Paul Krantz je nakon toga bio optužen za nezakonito posjedovanje oružja i ubojstvo, no osuđen je na tri mjeseca zatvora zbog ilegalnog posjedovanja oružja, dok su ostale optužnice protiv njega odbačene.  
Slučaj nije samo odjeknuo diljem Njemačke, već se pročuo svijetom i poslužio za mnogobrojne rasprave o moralu tadašnje njemačke mladeži. 
Po ovom događaju snimljena su čak tri filma. Što će mi ljubav u mislima (de:Was nützt die Liebe in Gedanken, 2003.) i Ušminkana mladež  (Geschminkte Jugend, 1960. i 1929.)
Krantz je kasnije prebjegao pred nacistima u SAD i postao književnik pišući pod pseudonimom Ernst Erich Noth. Umro je 1983. u Bensheimu u Njemačkoj.  